# Stephanie Goddard
Stephanie Goddard (* 15. Februar 1988 in Rinteln, Niedersachsen) ist eine ehemalige deutsche Fußballspielerin. Die Stürmerin spielte zuletzt für den Bundesligisten Werder Bremen und beendete ihre Karriere zum Ende der Saison 2020/21.

## Karriere
Stephanie Goddard wurde als Tochter eines englischen Vaters und einer deutschen Mutter in Rinteln geboren und wuchs in Gütersloh-Avenwedde auf. 1996 schloss sie sich der E-Jugend des SV Avenwedde an. Nach der D-Jugend wechselte sie im Jahre 2000 in die Mädchenmannschaft des FC Gütersloh 2000. 2002 wurde sie mit den B-Juniorinnen deutscher Meister. Ein Jahr später debütierte sie in der U-15-Nationalmannschaft.
Seit 2004 gehörte sie zur ersten Mannschaft und avancierte zu den erfolgreichsten Torjägerinnen der 2. Bundesliga. In der Saison 2005/06 erzielte sie elf Tore und wurde mit der Mannschaft Vizemeisterin. Ein Angebot des Bundesligisten SC 07 Bad Neuenahr schlug sie aus, da sie erst ihre Schule beenden wollte. Ende 2006 wurde sie zur festen Größe in der U-19-Nationalmannschaft. Am 1. Oktober 2006 erzielte sie im EM-Qualifikationsspiel gegen Österreich vier Tore.
Anfang 2007 wurde sie von den Lesern der Tageszeitung Neue Westfälische zur „Sportlerin des Jahres im Kreis Gütersloh“ gewählt. Nach der Saison 2006/07 verließ sie den FC Gütersloh 2000. Ihr lag ein Angebot des schwedischen Erstligisten Djurgården Damfotboll vor. Dieses Angebot schlug sie jedoch aus und verkündete am 1. Mai 2007 ihren Wechsel zum FCR 2001 Duisburg. Mit der U-19-Auswahl wurde sie im Juli 2007 Europameisterin. 2009 wechselte sie zur SG Essen-Schönebeck.
Als Studentin nahm Goddard mit der Studentinnen-Nationalmannschaft des adh an der Universiade 2009 in Belgrad teil. Am 30. Juni und 3. Juli 2009 bestritt sie zwei Gruppenspiele gegen die Studentenauswahlmannschaften Koreas (0:4) und Brasiliens (0:3). In den Platzierungsspielen Platz 9 bis 12 kam sie am 8. Juli beim 4:0-Sieg über die Auswahl Serbiens zum Einsatz, wie im Spiel um Platz 9 bei der 0:2-Niederlage gegen die Auswahl Polens.

## Erfolge und Auszeichnungen
- 3. Platz U-20-Fußball-Weltmeisterschaft der Frauen 2008
- U-19-Europameisterin 2007
- Deutsche Meisterin der B-Juniorinnen 2002
- Sportlerin des Jahres im Kreis Gütersloh 2006
- DFB-Pokal-Siegerin 2009
- UEFA-Women’s-Cup-Siegerin 2009

## Sonstiges
Stephanie Goddard besuchte die Janusz-Korczak-Gesamtschule in Gütersloh. Ende April 2007 erlangte sie dort das Abitur, danach nahm sie ein Studium der Sonderpädagogik an der TU Dortmund auf.